# Maariv
Maariv (en hebreo: מעריב, "tarde") es un periódico israelí, redactado íntegramente en hebreo. Con una media de 136.000 ejemplares diarios (2006), es el segundo periódico de mayor difusión de Israel, después de Yedioth Ahronoth.
Aparte del diario y sus suplementos, el grupo de medios de comunicación tiene una cadena de periódicos locales con distribución a escala nacional, una división de revistas, y un sitio semiindependiente llamado NRG, que incluye gran parte del contenido de la edición impresa. 
La familia Nimrodi mantiene el control del periódico Maariv, y Yaakov Nimrodi es el presidente del directorio.
Los redactores jefe son Doron Galezer y Ruth Yuval. El periódico tiene gran cobertura de las diversas visiones existentes en la sociedad israelí, teniendo periodistas de diferentes corrientes del espectro político y social, lo que da una representación equilibrada de las diversas opiniones. 

## Suplementos
Los días de semana, Maariv incluye varios suplementos.
- Días de la semana:
  - "Hamagazin" (Op-Ed, comentario político y opiniones, salud, puzle, cultura, entretención, programación de radio y televisión)
  - Sección financiera
  - Deportes
- Domingo - Bekef (turismo, viajes y gastronomía)
- Lunes - Style (revista femenina)
- Jueves - Asakim (revista financiera)
- Viernes - 
  - Musaf Hashabat (análisis político en profundidad y comentario, revisión de libros, sección de humor)
  - Sofshavua (revista de fin de semana)
  - Promo (cultura y entretención, programación de radio y televisión)
  - Un periódico local afiliado (semanal), dependiendo de la región

## Periodistas destacados en Maariv

### Presente
- Amnon Dankner - redactor jefe; publica extensas editoriales, pero solo ocasionalmente
- Dan Margalit - publicista político
- Ben Kaspit - reportero político
- Ben Dror Yemini - editor de opinión y editorial, publicista
- Amnon Rubinstein - publicista, principalmente en derechos humanos
- Hanoch Daum - publicista; representa las visiones de religiosos israelíes y colonos
- Amir Rapaport - reportero militar
- Jacky Hugi - corresponsal árabe y en Medio Oriente
- Sefi Handler - reportero de Maariv en Francia
- Menahem Ganz - reportero de Maariven Italia
- Hila Elroi De-Ber - reportero de salud
- Rubik Rosenthal - el lenguaje hebreo
- Erel Segal - Betar, humor y leyendas urbanas
- Kobi Arieli - humor y sátira, representa las miradas de los israelíes haredi
- Dana Elazar-Halevi - editora literaria
- Yehonathan Geffen - publicista

### Pasado
- Azriel Carlebach - editor fundador, Carlebach Street en Tel-Aviv lleva su nombre
- Ephraim Kishon - humor y sátira
- Yossef Lapid - dejó Maariv para ser el líder de Shinui; retirado en 2005
- Dahn Ben Amotz - humor, cultura y chismes
- Kariel Gardosh "Dosh" - caricaturista, creador del personaje "Srulik" ("pequeño Israel")
- Dudu Geva - humor y sátira
- Meir Shnitzer - crítico de cine y televisión
- Talma Admon - editor literario